# Carlos Eduardo Gabas
Carlos Eduardo Gabas (Araçatuba, 27 de fevereiro de 1965) é um contador brasileiro. Foi ministro da Previdência Social do Brasil, entre março de 2010 e janeiro de 2011 e entre janeiro e outubro de 2015.

## Formação acadêmica
É bacharel em ciências contábeis pelo Centro Universitário Católico Salesiano Auxilium (UniSALESIANO) de Araçatuba. Pós-graduado em Gestão de Sistemas de Seguridade Social pela Universidade de Alcalá em Alcalá de Henares, Espanha.

## Carreira

### IAPAS/INSS
Em março de 1985 ingressou, através de concurso público, como agente administrativo no Ex-IAPAS, atual Instituto Nacional do Seguro Social (INSS).

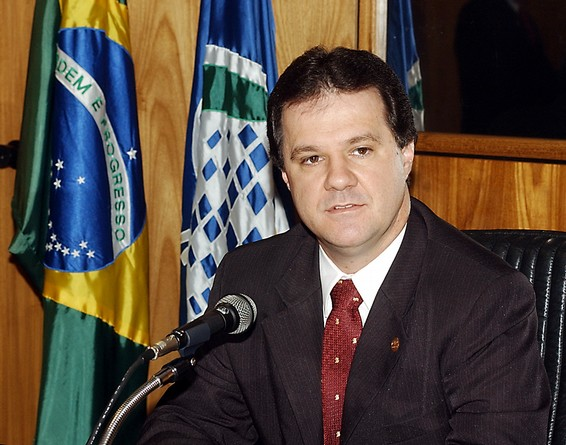
Como ministro interino da Previdência Social em 2006

Foi consultor e avaliador do Programa de Qualidade do Governo Federal em 2001 e 2002. A seguir, assumiu a coordenação de qualidade do Projeto Novo Modelo de Gestão do INSS.
De janeiro de 2003 a julho de 2005, foi o responsável pela Superintendência Estadual do INSS em São Paulo convidado pelo então ministro da Previdência Social, Ricardo Berzoini.

### Ministério da Previdência Social
Em 8 de agosto de 2005, assumiu a Secretaria-executiva do Ministério da Previdência Social na gestão do ex-ministro Nelson Machado Filho. Gabas ficou até 2 de outubro quando a pasta da Previdência foi fundida com o Trabalho e Emprego e em seu lugar assumiu Miguel Rosseto. No novo ministério será secretário de Previdência.
| “ | A Previdência não pode mais ser manchete de jornal com velhinho estendendo cobertor um dia antes para ser atendido. | ” |

Em 2006, no processo de reeleição do presidente Lula, coordenou o grupo de trabalho responsável pela área de Previdência Social do programa de Governo do Partido dos Trabalhadores (PT).
Com a saída do ministro Luiz Marinho, em 3 de junho de 2008, assumiu interinamente o comando do Ministério até a nomeação do novo ministro. Porém sua nomeação para titular da pasta era difícil e os mais cotados foram: o deputado federal José Barroso Pimentel (PT/CE), credenciado para o cargo por ter sido relator da reforma da Previdência na Câmara; e o presidente do INSS, Marco Antônio de Oliveira.
Em 31 de março de 2010, assumiu o ministério após a saída de José Barroso Pimentel. Foi substituído ao término do governo de Lula — e início do primeiro mandato de Dilma Rousseff — por Garibaldi Alves Filho e, em 29 de dezembro de 2014, foi anunciado como novo ministro da Previdência Social para o então segundo mandato da presidente Dilma Rousseff; cargo que exerceu até outubro de 2015, quando houve a fusão daquele ministério com o Ministério do Trabalho e Emprego, sendo criado o Ministério do Trabalho e Previdência Social.

## Ministro-chefe da Secretaria de Aviação Civil
Após a saída do PMDB e outros aliados do governo Dilma, muitos ministros deixaram o governo. Com isso, Carlos Gabas assumiu a pasta de aviação civil como titular.